# El Sartorio
El Sartorio (també El Satario) és el nom de la primera pel·lícula pornogràfica argentina en 1907 i és el primer film argentí a mostrar els genitals en primers plans.

## Argument
Sis joves dones nues juguen, corren i mengen a la vora d'un riu. Apareix un faune (home amb un disfressa només al cap: amb perruca, banyes, grans bigotis i barba) i les veu jugar a la ronda i se'ls aproxima; les dones s'espanten i el faune les persegueix, una d'elles ensopega i és aconseguida per aquest diable, ell se l'emporta alçada i mitjà desmaiada a un altre lloc del bosc, allí té sexe amb ella, de variades formes i en aparent consentiment de la dona. Es mostren escenes molt explícites. Al final de l'acte sexual la parella acaba recolzada i endormiscada en la pastura; no obstant això les altres cinc dones que havien fugit, tornen, nues, i troben a la parella junta dormisquejant en el sòl, amb varetes espanten al faune i "rescaten" a la dona. El curt va ser rodat en blanc i negre i té una duració de 4 minuts i 32 segons.